# پدری نادرست نسبت داده شده
پدری نادرست نسبت داده‌شده (انگلیسی: Non-paternity event) وضعیتی است که در آن کسی که فرض می‌شود پدر یک فرد است، در واقع پدر بیولوژیکی نیست. این فرض پدری نادرست نسبت داده‌شده زیرمجموعه‌ای از یک تجربه والدینی نادرست نسبت داده شده (MPE) است که ممکن است از طرف فرد، والدین، یا ماما، پزشک یا پرستار باشد. تجربه ناوالدینی نسبت داده‌شده ممکن است از اسپرم اهدایی، فرزندخواندگی نامشخص، لقاح همزمان، بی‌قیدی جنسی، کلاهبرداری پدری، یا تعرض جنسی و همچنین اشتباه‌های پزشکی ناشی شود. به عنوان مثال، آمیختگی در طی مراحلی مانند لقاح مصنوعی و درون‌کاشت مصنوعی. در جایی که عدم قطعیت وجود دارد، قابل اعتمادترین تکنیک برای ایجاد پدری، تست ژنتیک است. با این حال، به دلیل احتمال جهش ژنی یا خطاهای امتیازدهی، همچنان خطر خطا وجود دارد.